# Stigmännen - Karlshamns OK
Stigmännen – Karlshamns OK är en orienteringsklubb från Karlshamn. Klubben grundades 1935 och har ungefär 260 medlemmar.
Klubbstugan Villa Solvik ligger vid Väggabadet i Karlshamn. Klubbtidningen Gläntan utkommer fyra gånger per år.
Emma Martner, förbundskapten för svenska juniorlandslaget i orientering, inledde sin orienterarbana i Stigmännen.